# Oliver Zaugg
Oliver Zaugg (Lachen, 9 mei 1981) is een voormalig Zwitsers wielrenner. Hij werd in 2004 prof bij de Saunier Duval ploeg, waar hij drie seizoenen voor reed. Zijn beste resultaat in het eindklassement van een grote ronde is de elfde plaats in de Ronde van Spanje van 2008. Hij won de ploegentijdrit in de Ronde van Spanje van 2011 met zijn team Leopard-Trek. Op zaterdag 15 oktober 2011 boekte hij, met winst in de Ronde van Lombardije, de eerste en enige individuele zege in zijn profcarrière.

## Overwinningen
2011
- Ronde van Lombardije

## Resultaten in voornaamste wedstrijden
| Jaar | Ronde van Italië | Ronde van Frankrijk | Ronde van Spanje |
| ---- | ---------------- | ------------------- | ---------------- |
| 2004 | 47e              |                     |                  |
| 2005 | opgave           |                     |                  |
| 2006 |                  |                     |                  |
| 2007 | opgave           |                     | 15e              |
| 2008 |                  |                     | 11e              |
| 2009 |                  |                     | 70e              |
| 2010 |                  |                     | 49e              |
| 2011 | opgave           |                     | opgave           |
| 2012 | 56e              |                     | 37e              |
| 2013 |                  |                     |                  |
| 2014 |                  |                     | 23e              |
| 2015 |                  |                     |                  |
| 2016 |                  |                     |                  |

| Jaar | Luik-Bast.‑Luik | Ronde van Lombardije | Waalse Pijl | Parijs-Tours |  | WK op de weg |  | Wereldranglijsten |
| ---- | --------------- | -------------------- | ----------- | ------------ |  | ------------ |  | ----------------- |
| 2004 | 103e            |                      |             | opgave       |  |              |  |                   |
| 2005 | opgave          |                      | 107e        |              |  |              |  |                   |
| 2006 |                 | 28e                  |             |              |  | 102e         |  |                   |
| 2007 | 92e             | 20e                  |             |              |  |              |  | 143e (UPT)        |
| 2008 | 26e             |                      |             |              |  | 50e          |  |                   |
| 2009 |                 | 19e                  |             |              |  | 28e          |  | 219e (UWK)        |
| 2010 |                 |                      |             |              |  |              |  | 249e (UWK)        |
| 2011 |                 | ↑                    |             |              |  |              |  | 46e (UWT)         |
| 2012 |                 | 8e                   |             | 88e          |  | opgave       |  | 127e (UWT)        |
| 2013 | 111e            |                      | 101e        |              |  | opgave       |  |                   |
| 2014 |                 | 63e                  |             |              |  |              |  |                   |
| 2015 |                 |                      |             |              |  |              |  |                   |
| 2016 | 142e            | opgave               | 87e         |              |  |              |  |                   |

## Ploegen
- 2002- Zalf-Désirée-Fior
- 2003- Zalf-Désirée-Fior
- 2004- Saunier Duval-Prodir
- 2005- Saunier Duval-Prodir
- 2006- Saunier Duval-Prodir
- 2007- Team Gerolsteiner
- 2008- Team Gerolsteiner
- 2009- Liquigas
- 2010- Liquigas-Doimo
- 2011- Team Leopard-Trek
- 2012- RadioShack-Nissan-Trek
- 2013- Team Saxo-Tinkoff
- 2014- Tinkoff-Saxo
- 2015- Tinkoff-Saxo
- 2016- IAM Cycling